# Centre de patrimoni armeni
El Centre de patrimoni armeni és un museu de Valença (França) sobre el genocidi armeni.

## Descripció
La ciutat de Valence, que durant el genocidi armeni de la dècada de 1920 va acollir un nombre molt important d'exiliats d'aquest conflicte, és on s'ha establert el Centre del Patrimoni Armeni. Nogensmenys, encara avui més del 10% dels habitants d'aquesta ciutat són d'origen armeni. Pensat per trencar amb la idea de museu i de memorial, la voluntat del centre és explicar la història d'un grup de població amb una forta identitat pròpia i marcat pel genocidi, l'exili i la integració en les societats d'acollida d'aquesta diàspora. El Centre del Patrimoni Armeni disposa d'un espai expositiu permanent sobre la història col·lectiva d'aquest poble a través d'objectes, documents, testimonis...
L'exposició comença amb la presentació de la identitat armènia i la seva quotidianitat abans del genocidi i continua amb l'explicació dels orígens del genocidi, les seves conseqüències, l'exili i diàspora arreu del món, i acaba per centrar-se en l'important assentament d'aquest poble a França i a la ciutat de Valence. El Centre també disposa d'espais per a exposicions temporals –la majoria d'elles relacionades amb el genocidi, els desplaçats i temàtica similar centrada en l'actualitat (Darfur, desplaçats pel clima, etc.)–, d'un centre de documentació dedicat a la investigació i de serveis pedagògics per a diferents grups d'edat.

## Història
Si bé el Centre del Patrimoni Armeni no es dedica només a explicar el genocidi d'aquest poble, paga la pena en el nostre cas centrar-nos en aquest tema. Cal situar-nos en l'època del declivi de l'Imperi Otomà a finals del segle xix per intentar entendre les causes d'aquest conflicte. En el territori de l'actual Turquia, principal territori de l'Imperi Otomà al tombant dels segles XIX i XX, i tal com havia estat tradicional dins aquest Imperi, la barreja de cultures i religions no era un problema polític. La població armènia era reconeguda com a tal dins l'Imperi i tot i que una majoria d'aquesta població vivia a l'est d'Anatòlia, es trobava població armènia dispersa arreu de l'actual Turquia. Mentre a Europa els conflictes nacionalistes havien anat esclatant al llarg del segle xix, en l'Imperi Otomà aquest despertar es produeix més tard i en un mateix territori hi conflueixen diverses identitats amb demandes pròpies: la kurda, l'assíria, l'armènia, entre d'altres.
Cal tenir en compte que l'Imperi Otomà ja feia molts anys que estava sent desmantellat per les demandes nacionalistes i Sèrbia, Romania i Montenegro, entre d'altres, s'havien anat independitzant de l'Imperi. Un nou estat, aquest a l'est de l'Imperi, era intolerable. De les demandes nacionalistes armènies es passa a revoltes que el soldà mana reprimir als kurds. Les diferents identitats culturals, lingüístiques i religioses esclaten en la repressió kurda contra els armenis (de religió cristiana) i s'inicia el que podríem considerar com una guerra civil dins les fronteres de l'Imperi que s'acaba estenent a les zones de majoria turca. Es calcula que entre 1894 i 1896 hi perden la vida 300.000 armenis. Tot i això, els armenis continuen dins les fronteres de l'Imperi i fins i tot molts col·laboren amb el moviment dels Joves Turcs, que acabarà amb el sistema del soldanat i importarà un model de democràcia europea. Ara bé, la proposta (o el model) dels Joves Turcs es basava en el centralisme estatal i la homogeneïtzació cultural basada en el grup majoritari (els turcs) imposant-se sobre la resta d'identitats de l'Imperi (armenis i també kurds, grecs, àrabs...).
L'esclat de la Primera Guerra Mundial (1914-1918) i l'entrada de Turquia junt al bàndol alemany fa que la minoria armènia es vegi com un enemic dins de casa, més encara quan a l'est de l'Imperi les fronteres amb Rússia, a l'altre bàndol durant la Primera Guerra Mundial, estan poblades majoritàriament per armenis. Comença el segon genocidi. Les xifres d'aquest són menys clares i oscil·len entre el milió i mig d'armenis morts, segons unes fonts i tan sols desenes de milers, segons altres fonts. Més enllà de les xifres, el genocidi armeni és considerat, després de l'Holocaust jueu, el més nombrós de la història i el seu reconeixement encara avui és font de problemes. La diàspora d'armenis que es produí des del 1915 és una de les més grans de la història; en molts països del món es troben encara avui descendents d'aquella diàspora, i el genocidi i l'exili perviuen de generació en generació. L'actual Turquia encara nega avui el genocidi armeni. Turquia i Armènia han establert últimament tímides relacions que encara són pràcticament nul·les.